# Benjamin Clement Eghan

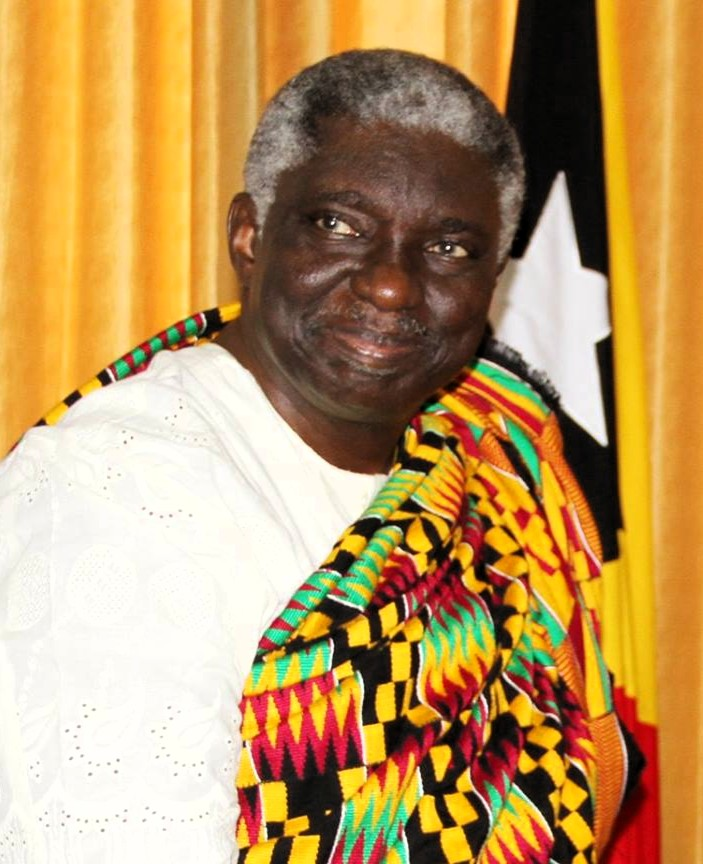
Benjamin Clement Eghan (2016)

Benjamin Clement Eghan ist ein ghanaischer Beamter und Diplomat.
Von 1993 bis 2002 war Eghan leitender Direktor in verschiedenen Ministerien, darunter im Ministerium für Umwelt, Wissenschaft und Technologie und im Ministerium für Arbeit und Beschäftigung. Danach war er Senior Lecturer und Dekan der GIMPA-Schule für öffentliche Dienste, bevor ihn Präsident John Atta Mills als Sekretär des Kabinetts von 2009 bis 2013 berief.
Von 2014 bis 2017 war er ghanaischer Botschafter in Kuala Lumpur, mit Zuständigkeit für Malaysia, Indonesien (Akkreditierung: 2016), Philippinen, Vietnam (Akkreditierung: 13. November 2015) und Osttimor (Akkreditierung: 15. Juni 2016).